# 杜赵站
杜赵站是位于陕西省蒲城县椿林乡的一个铁路车站，邮政编码715500。车站建于1974年，有西延铁路经过该站，现仅办理货运业务，不办理客运业务，车站及其上下行区间均没有电气化。车站距离新丰镇站78公里，隶属西安铁路局，是四等站。